# Mallophora zita
Mallophora zita är en tvåvingeart som beskrevs av Charles Howard Curran 1941. Mallophora zita ingår i släktet Mallophora och familjen rovflugor.
Artens utbredningsområde är Peru. Inga underarter finns listade i Catalogue of Life.